# Рука мумии
«Рука мумии» (англ. The Mummy's Hand) — чёрно-белый фильм ужасов Кристи Кэбэнна из Классической серии фильмов ужасов студии Universal. Сюжет этого фильма никак не переплетается с сюжетом Мумии (1932), поэтому нельзя считать «Руку мумии» продолжением этого фильма. Распространено ошибочное мнение, что кинокартина «Мумия» 1959 года является ремейком именно этого фильма. На самом деле «Мумия» 1959 года — ремейк «Гробницы мумии», продолжения фильма Кэбена.

## Сюжет
Действие фильма начинается в Древнем Египте, когда принц Харис пытается вернуть к жизни свою возлюбленную, умершую принцессу Ананку, используя при этом могущественные заклинания. Это сделать ему не удаётся — он пойман и жестоко наказан за такое святотатство — у священника вырвали язык, а самого его заживо захоронили, сделав вечным охранником хорошо спрятанной могилы Ананки.
Затем действие фильма переносится в XX век. Археологи узнают о таинственной гробнице — у Стивена Баннинга и Бейба Дженсона есть неопровержимые доказательства существования этой гробницы, но у них нет денег для ведения раскопок. О находке археологов также узнаёт некто Андохеб. Сейчас он работает в музее Каира, но на самом деле он является тайным последователем древних жрецов и наследником их тайн.
Искатели гробницы находят на каирском базаре старинную вазу, которая оказывается является также и таинственной картой. К экспедиции присоединяется фокусник Солвани вместе со своей дочерью Мартой.
В итоге учёные всё-таки находят гробницу, однако там захоронена не принцесса, а мужчина. Неожиданно на месте раскопок появляется Андохеб, который оживляет мумию. В итоге Харис убивает одного из участников экспедиции. Далее он приходит к лагерь и учиняет там погром, а также похищает Марту. Девушка оказывается в храме, где Андохеб собирается провести над ней и собой ритуал дающий бессмертие.
Бейбу удаётся убить Андохеба, однако после смерти жреца Харис совершенно выходит из-под контроля. Тем не менее учёным удается уничтожить запасы зелья, оживляющего мумию, а самого Хариса сжигают. В финальной сцене исследователи получают телеграмму о назначении Баннинга директором археологического музея в США.

## В ролях
- Дик Форан — Стив Баннинг
- Пегги Моран — Марта Солвани
- Уоллес Форд — Бэйб Дженсон
- Эдуардо Чианнелли — первосвященник
- Сесил Келлауэй — Тим Солвани
- Чарльз Троубридж — доктор Петри из Каирского музея
- Том Тайлер — Мумия
- Джордж Зукко — профессор Андохеб
- Леон Беласко — Али

## Съёмочная группа
- Кристи Кэбэнн — Режиссёр
- Бэн Пайвар — Продюсер, Сценарист
- Гриффин Джей — Сценарист
- Максвелл Шэйн — Сценарист
- Элвуд Бределл — Оператор
- Ганс Дж. Сэлтер — Композитор
- Фрэнк Скиннер — Композитор